# Жарко Паспаљ
Жарко Паспаљ (Пљевља, 27. март 1966) је бивши српски и југословенски кошаркаш. У својој каријери је играо за Будућност, Партизан, Сан Антонио Спарсе, Олимпијакос, Панатинаикос, Паниониос, Париз Баскет Расинг, Арис и Виртус. Са репрезентацијом Југославије је освојио 2 сребрне медаље на Олимпијским играма, златну медаљу на Светском првенству 1990. и три златне медаље на Европским првенствима, као и једну бронзану са ЕП.

## Играчка каријера

### Почетак каријере
Жарко Паспаљ је започео своју каријеру половином 80их у Будућности, у то време малом клубу који је служио као расадник талената за веће клубове као што су Партизан, Цибона, Југопластика, Црвена звезда и Босна.
Пошто је често била у опасности да испадне из прве лиге, Будућност се понекад није ослањала само на своје квалитете. По непотврђеној причи са почетка 80их, када је Паспаљ био јуниор, Цибона је дошла у Титоград на лигашку утакмицу која је била безначајна за њу, али пресудна за наде Будућности за опстанак у најјачој лиги. Даље се тврди да су се две стране споразумеле да се допусти домаћем тиму да победи, док ће заузврат Цибонини људи моћи да гледају тренинге јуниора Будућности и узети било ког играча који им се допадне. Знајући да је Паспаљ био најбољи млади играч и играч који ће ускоро много вредети, управа Будућности му није дозволило да тренира неколико дана, што је значило да га Цибона никада није видела и да је одабрала другог играча.
Недуго после тога Паспаљ је ушао у први тим, значајно доприневши трећем месту Будућности у сезони 1985/86 и полуфиналу у ком ће изгубити од потоњег шампиона Задра.

### Године у Партизану
Током лета 1986. Будућност је продала Паспаља Партизану. Владе Дивац, још једна будућа звезда, је такође тог лета прешао у Партизан. Заједно са младим Сашом Ђорђевићем и већ доказаним играчима Миленком Савовићем и Гораном Грбовићем, Партизан је освојио првенство победом у финалу над Црвеном звездом. Паспаљ је играо довољно добро да би привукао пажњу националног тима који је освојио бронзану медаљу на Европском првенству 1987. у Атини. Следеће 1988. године, Паспаљ је играо већу улогу у тиму који је поражен у финалу Олимпијских игара 1988. од Совјетског Савеза и скренуо пажњу на себе као потенцијалну звезду играјући са Партизаном на Мекдоналдс Опену.

### Сан Антонио Спарс
1989. Паспаљ је постао један од првих европских играча који је прешао у NBA лигу, придруживши се Сан Антонио Спарсима. Међутим, овај потез није био успешан и он је наступио у само 28 утакмица, постигавши укупно 72 поена (2,5 по утакмици) за укупно 181 минут игре.

### Повратак у Партизан
Паспаљ се 1990. вратио у Југославију и у Партизан. Ту је постао најбољи стрелац лиге и предводио је тим, заједно са Ђорђевићем и Даниловићем, до финал плеј-офа, али је Поп 84 и без Дина Рађе био прејак. И поред свега тога, укупан учинак у сезони је обезбедио Паспаљу добро плаћен прелазак у грчки Олимпијакос у лето 1991.

### Олимпијакос
У сезони 1991/92. Паспаљ је скоро сам предводио Олимпијакос, тим који је претходне сезоне био осми, до финала против солунског ПАОКа. Паспаљ је постизао просечно 32 поена и био је проглашен за најкориснијег играча лиге. Међутим, ПАОК је савладао Олимпијакос, а Паспаљу је ускраћена шанса да учествује на Олимпијским играма 1992. у Барселони због санкција које су уведене СР Југославији.
У другој сезони у Олимпијакосу, Паспаљ је искористио оснажен тим и освојио је првенство Грчке, савладавши љутог ривала Панатинаикос у контроверзној финалној серији. Паспаљ је постизао просечно 25 поена по утакмици, али је коштао свој тим фајнал-фора Евролиге када је нагазио на линију у последњим секундама одлучујуће утакмице против француског Лиможа.
У сезони 1993/94. Олимпијакос је освојио дуплу круну у Грчкој. Међутим, Паспаљеве шутерске статистике су те године значајно опале док је он постајао играч који све више греши. Његов шут са линије слободних бацања је пао са 86% на мање од 50% и ово је довело до трауматичног искуства на фајнал-фору Евролиге у Тел Авиву априла 1994, када је Паспаљ промашио одлучујуће слободно бацање четири секунде пре краја у поразу Олимпијакоса 59-57 од шпанског Хувентуда. Паспаљ је утакмицу завршио са 15 поена са 3 погођена слободна бацања из 10 покушаја, а касније је признао грчкој телевизији да је знао да ће промашити пре него што је шутирао. Ова ментална блокада ће мучити Паспаља до краја играчке каријере. Оно је трансформисало једног од најбољих европских шутера у крило које се ослањало на своје искуство, лукавство и вештину да се пробије кроз противничку одбрану.

### Панатинаикос
Августа 1994. Паспаљ је изазвао сензацију прешавши у љутог атинског ривала Панатинаикос. Односи између Паспаља и управе Олимпијакоса су се погоршали током тог лета, а његов прелазак у редове вечитог ривала је разбеснео навијаче Олимпијакоса, који су га прогонили када год би се два тима срела. Ово је у почетку инспирисало Паспаља и он је, у октобру 1994. у својој првој утакмици против Олимпијакоса, започео утакмицу са три узастопне тројке у првом минуту утакмице.
Ипак, овај потез није могао да сакрије пад у Паспаљевој игри и његов шут је наставио са слаби. Паспаљ је био најбољи стрелац свог новог тима, али тим није успео боље од другог места у првенству Грчке и полуфинала Евролиге, где је у оба случаја Панатинаикос поражен од Олимпијакоса, што је разочарало навијаче Панатинаикоса у Паспаља.
Ово је било очигледно током Европског првенства 1995. које је одржано у Атини, када су му навијачи оба клуба звиждали, иако се велики део њиховог незадовољства може приписати томе да је Паспаљ био капитен репрезентације СР Југославије која је прекинула наде Грка да могу да освоје шампионат на домаћем терену у емоцијама набијеном полуфиналу. Подизање победничког пехара усред Атине је послужило као велика освета и додатно самопоуздање за Паспаља након неколико тешких сезона.

### Паниониос
Паспаљ је крајем лета 1995. прешао у Паниониос, још један клуб из Атине. Панионио је био мањи клуб, чији је тренер био Душан Ивковић, који га је добро познавао из репрезентације. Ивковић је постао очинска фигура за Паспаља, који је побољшао самопоуздање и предводио Паниониос до трећег места у лиги са низом одличних наступа који су наговестили да је после две слабе сезоне опет на врхунцу.

### Олимпијада 1996, Атланта Хокс и Расинг
Ово је постало очигледно на Олимпијским играма 1996. у Атланти, када је 30-годишњи Паспаљ постигао 16 поена у првом полувремену финала против Тима снова. У другом полувремену је пао, заједно са целим југословенским тимом, али је ипак утакмицу завршио као најбољи стрелац са 19 поена, оставивши добар утисак који је подстакао Атланта Хоксе да га позове у предсезонски тренинг-камп. На његову несрећу, повратак у NBA је пропао након открића ванбрачне везе са женом из Атине, који је утицао на Паспаљеву игру, а он је сезону 1996/97. провео у Паризу, играјући за Париз Баскет Расинг и довевши екипу до прве националне титуле након 43 године.

### Арис
Паспаљ се вратио у Грчку у сезони 1997/98 и потписао за солунски Арис. Некада водећи грчки клуб током 80их је запао у тешка времена и започео је једну од најтежих сезона у његовој историји. У фебруару 1998. Паспаљ је предводио свој клуб до победе у купу Грчке, али је већина његових саиграча напустила клуб након што су неко време играли без плате. Паспаљ је остао, али је повреда изазвала да он не игра до краја сезоне и Арис је брзо почео да пада на табели, једва избегавши прелазак у другу лигу на крају сезоне.

### Виртус
У лето 1998. Паспаљ је прешао у редове новог првака Европе, болоњски Киндер. Међутим, последице прошлих повреда и године пушења су га стигле и био је одстрањен из екипе у децембру након низа незадовољавајућих игара. Паспаљ се повукао из кошарке у својој 33. години.

## После кошарке

### Здравствени проблеми
У марту 2001. Паспаљ је преживео озбиљан срчани удар док је рекреативно играо фудбал у Атини и лежао је у болници неколико недеља. Други срчани удар је преживео у јулу 2001.
У јесен 2005, током дискусије на РТС-у у вези са срчаним проблемима, изјавио је да два срчана напада нису била довољна да га натерају да престане са пушењем и да промени начин живота.
У новембру 2017, Паспаљ је доживео мождани удар током боравка у Сан Антонију. Паспаљ је био у посети Грегу Поповичу код кога је смештен након одласка из болнице.

### Улога на клупи репрезентације Србије и Црне Горе
Почетком 2004. године Паспаљ је постао тим-менаџер репрезентације Србије и Црне Горе, радећи заједно са првим тренером Жељком Обрадовићем. Најважнији део Паспаљевог посла је било да помогне стварању добре атмосфере делујући као спона између играча и тренера. Паспаљу је такође био поверен задатак да убеди многе играче, посебно оне из NBA, да дођу да играју за репрезентацију.
На његову несрећу, његов посао на овом месту се поклопио са два најгора резултата репрезентације у недавној историји, пошто је Србија и Црна Гора завршила на 11. месту (од 12 екипа) на Олимпијским играма 2004. у Атини, а касније није успела да дође до четвртфинала Европског првенства 2005., које се одржавало у Србији и Црној Гори.

## Породица
Паспаљ се оженио са 20 година, убрзо након што је прешао у Београд да игра за Партизан. Он и његова жена Милка имају две кћерке: Сташу (рођену 1987) и Aњу (рођену 1995).

## Клупски успеси

### Партизан
- Првенство СФР Југославије (1): 1986/87.
- Куп СФР Југославије (1): 1988/89.
- Куп Радивоја Кораћа (1): 1988/89.
- Куп европских шампиона : треће место 1987/88.

### Олимпијакос
- Првенство Грчке (2): 1992/93, 1993/94.
- Куп Грчке (1): 1993/94.
- Евролига : финале 1993/94.

### Париз Расинг
- Првенство Француске (1): 1996/97.

### Арис
- Куп Грчке (1): 1997/98.

## Награде

### Друге награде
- 2002: Награда Браћа Карић